# Этыквын
Этыквын (Этакунь) — река на севере Дальнего Востока России, протекает по территории Иультинского района Чукотского автономного округа. Длина реки — 43 км.
Название в переводе с чук. Этъыквын — «скользкий камень».
Берёт истоки с северных склонов горы Ширшова, протекает в северо-восточном направлении до впадения в лагуну Акатан (Кинманякича) Чукотского моря.
Близ устья реки расположен посёлок Мыс Шмидта.
В 1983-85 гг. в бассейне реки проводилась разведка россыпей золота.

## Притоки
Объекты по порядку от устья к истоку (км от устья: ← левый приток | → правый приток):
- 2 км: пр → Вывыткар
- 8 км: лв ← Эгэлвеем[5]
- 13 км: лв ← река без названия

## Данные водного реестра
По данным государственного водного реестра России относится к Анадыро-Колымскому бассейновому округу.